# Филіпово (Бутурлинський район)
Филіпово (рос. Филиппово) — присілок в Бутурлинському районі Нижньогородської області Російської Федерації.
Населення становить 15 осіб. Входить до складу муніципального утворення робітниче селище Бутурлино.

## Історія
Від 2009 року входить до складу муніципального утворення робітниче селище Бутурлино.

## Населення
| 1999 | 2002 | 2010 |
| ---- | ---- | ---- |
| 32   | ↘30  | ↘15  |